# Poienița (gmina Vințu de Jos)
Poienița – wieś w Rumunii, w okręgu Alba, w gminie Vințu de Jos. W 2011 roku liczyła 23 mieszkańców.